# Ісламське духовенство
Ісламське духовенство — умовний термін, «оскільки в ісламі не існує інститутів духовенства, аналогічних таким у християнській церкві, як у функціональному, так і в структурному відношенні».
Під мусульманським духовенством розуміють сукупність осіб, пов'язаних з відправленням культу (мулла, муедзин), суддів (каді), правознавців (факіг) і богословів (улем, муджтахід), керівників громад віруючих (імам), правителів держави (халіф), а також голів окремих релігійних громад (муфтій), орденів, братств (шейх, ішан).
Шиїти мають більш чітку ієрархічну організацію служителів культу, ніж суніти. Сувора ієрархія властива більшості суфійським тарикатам, деяким громадам і організаціям.

## Авлія
Валі (араб. ولي — покровитель святий), Авлія (араб. أولياء) — праведник, наближений до Аллаха, старанний у молитвах, поминанні Аллаха та інших видах поклоніння.

## Алім
Улеми (араб. علماء — уляма — «знаючі, вчені»; однина від араб. عالمараб. أولياء — Алім) або Аліми — загальна назва визнаних та авторитетних знавців теоретичних і практичних сторін ісламу. З часом стало поважним прізвиськом.

## Ахун
Ахун, Ахунд (перс. آخوند) — в Ірані і дореволюційній Росії мусульманський «єпископ», аналог арабського каді. Цим же словом «ахун» (кит.: 阿訇, іноді 阿衡, 阿洪; піньінь: āhōng) іменують своїх імамів уйгури та китайські мусульмани (хуейцзу, дунгани).

## Аятола
Аятола (араб. آية الله العظمى; перс. آیت‌الله‌العظمی — «знамення Аллаха») — шиїтський релігійний титул. Удостоєні цього титулу є експертами в ісламознавстві, юриспруденції, етиці та філософії і зазвичай викладають у школах релігійних наук.

### Великий аятолла
Великий аятола або марджа (араб. آية الله العظمى,) — шиїтський релігійний титул. Даний титул носять ісламські вчені, які досягли великих висот в ісламському праві (фікгі) і методології (усуле), та мають право видавати фетви (шаріатські укладення з тих чи інших питань).

## Імам
Імам (араб. إمام — ватажок) — духовна особа в ісламі, що завідує мечеттю, здійснює треби. Імам — також може означати «приклад для наслідування». Під час загальної обов'язкової молитви, вибирається імам, який керує нею. Імамом в молитві може стати будь-який мусульманин (тільки чоловік), який досяг повноліття, тобто 13 років.

### Імам (шиїзм)
Згідно теології Дванадцяти, основній течії у шиїзмі, імами були прямими духовними спадкоємцями пророка Мухаммеда. Першим імамом був його зять Алі, що був четвертим халіфом.
У Ємені імам — голова громади та держави зейдитів (до 1962 року).

## Ішани
Ішан (узб. Эшон, чагат. išаn) — титул або прізвисько, яким називають керівників суфійських тарикатів (братств) та голів громад ісмаїлітів. Крім того, в Середній Азії ішанами також називають представників роду, що веде своє походження від пророка Мухаммеда.

## Каді
Каді (араб. قاضٍ,, [qɑːdiː]) — шаріатський суддя, який виносить рішення на основі самостійного тлумачення Корану і Сунни. В Османській імперії каді виконував також нотаріальні та деякі адміністративні функції на території округу (кадилик або каза). Від слова каді пішла назва середньовічного іспано-португальського титулу Алкальд.

## Кербалаі
Кербалаі — почесний титул мусульманина, переважно шиїта, який здійснив паломництво до Кербели.

## Мавлаві
Мавлаві (перс. مولوی) — почесне ісламське релігійне звання, аналогічне муллі та шейху, в перекладі з арабської означає «правитель» або «власник».

## Мешеди
Мешеди — почесний титул мусульманина, переважно шиїта, який здійснив паломництво до м. Мешхед.

## Молдо
Молдо — слово, що додавалось (до революції у Казахстані) до імен чоловіків, які отримали мусульманську освіту. Молдо означає мулла або грамотна людина.

## Муджаддід
Муджаддід (араб. مجدد — обновитель) — обновитель віри. Згідно хадису пророка Мухаммеда кожні сто років серед мусульман будуть з'являтися люди, які будуть оновлювати Іслам. До муджаддідів були зараховані: Умар ібн Абд аль-Азіз, Імам аш-Шафі'ї, Імам аль-Ашарі, Імам аль-Газалі, Імам ар-Разі, Ібн Дакік Ід, Імам ас-Суюті та інші.

## Муджахід
Муджахід, Моджахед (араб. . مجاهد — той, що докладає зусилля; борець), Газі (араб. غازي) — учасник Джихаду, а також будь-який мусульманин, чия боротьба укладається в причинні рамки одного з визначень джихаду.

## Муджтахід
Муджтахід (араб. المجتهد — старанний) — вчений, що досяг рівня іджтигада.

## Мулла
Мулла (араб. المُلَّا — «пан», «повелитель», «володар») — арабське ісламське духовне звання богослова (улема), вченого чоловіка та правознавця, що зазвичай добре знає Коран (іноді навіть напам'ять, тобто хафіза), хадиси та норми шаріату. У сунітів часто вживається як синонім звання імама, обраного глави громади віруючих.
У шиїтів звання мулли нижче звання імама (див. Дванадцять імамів). Такий мулла не бере участь у світському управлінні; його компетенція — лише тлумачення Корану та питань віри.
На Кавказі муллою також називають муедзинів, «буденних» імамів та інше нижче духовенство, тоді як «п'ятничний» імам, каді та шейх-уль-іслам називаються Муллою-ахундом (у шиїтів) або Муллою-ефенді (у сунітів).

## Мударріс
Мударріс — факіг, викладач медресе, знавець методики юриспруденції та етико-правових норм ісламу.

## Муфассір
Муфассір(араб. مُفس — тлумач) — тлумач (коментатор) Корану, автор тафсиру.

## Муфтій
Муфтій (араб. مفتى — muftī, похідне від афта — «висловлювати думку») — вища духовна особа у мусульман. Наділений правом виносити рішення у релігійно-юридичних питаннях, давати роз'яснення щодо застосування шаріату. Його рішення (фетва) ґрунтується на релігійно-юридичних канонах поширеного в даній країні напрями ісламу (сунізму, шиїзму і т.д.), а також школи шаріату (мазгаба). У 1788 році указом Катерини II «Про визначення мулл та інших духовних чинів магометанського закону і про заснування в Уфі Духовних зборів для завідування усіма духовними чинами, що в Росії перебувають, того закону» (рос. Об определении мулл и прочих духовных чинов магометанского закона и об учреждении в Уфе Духовного собрания для заведования всеми духовными чинами того закона в России пребывающими) було організовано Оренбурзькі магометанські духовні збори (муфтіят).

## Мухаддис
Мухаддис (араб. محدث) — учений, що займається наукою про хадиси та їх методологією.

## Мухтасіб
Мухтасіб — службовець спеціальної організації, який керується законами шаріату і стежить за втіленням у життя ісламських моральних норм. Мухтасіби також мали право накладати за провини різні види покарання (тазір), а також виконували поліцейські функції. Складовою частиною роботи мухтасіба була профілактика правопорушень, для чого вони проводили кампанію з освіти населення. Залежно від важкості правопорушення мухтасіби могли попереджати, або у крайньому випадку — карати прилюдним побиванням палицями.

## Муедзин
Муедзин (араб. مؤذن;) — в ісламі: служитель мечеті, закликає з мінарету мусульман на молитву. Першим муедзином був Біляль ібн Рибаха.

## Наїб
Наїб (араб. نائب;)  — заступник, уповноважений, намісник) — в середньовічних мусульманських державах (Арабському халіфаті, Золотій Орді та ін.) правитель округи чи провінції, в азербайджанських ханствах — керуючий магалом (округом, провінцією). В імаматі Шаміля — його уповноважений, який здійснював військово-адміністративну владу на певній території. У деяких сучасних мусульманських країнах Сходу — заступник якогось начальника або духовної особи, іноді — начальник місцевої поліції, старшина сільської громади. В Османській імперії — суддя шаріатського суду, заступник верховного судді, помічник каді.

## Садр
Садр — верховний релігійний провідник. У XVII столітті існували два головних садра:
```
1. «Садр-е хассе
 
— ***» 
```

2. «Садр-е'амме — ***», останній називався також «Садр-ул-мамалик». Спочатку обидві посади займала одна і та ж вища духовна особа. Згодом призначалися різні люди, з яких більш широкими правами користувався «Садр-е хассе», що носив титул "Садр-ул-судур — *** (Садр садрів). У всіх вілаєтах він призначав шейх-уль-ісламів, кази, мударрисів духовних шкіл, мутавалі та мустовфи мечетей, розпоряджався усіма справами, пов'язаними з духовними служителями. З XVII ст. по ХІХ століття у ханства Середньої Азії Садр або «Садр-ул-судур» — очолював верховну духовну присутність «Диван-ал-Садорат» і був присутній на засіданнях цивільного суду, очолюваного Диванбеками. Рішення, винесені Садрами, мали бути затверджені Диванбеками та, після затвердження шахським указом, рекомендувалися до застосування.

## Праведні халіфи
Праведні халіфи — в сунітському ісламі — чотири перших халіфа (правителя мусульман), за яких іслам здійснював активну зовнішню експансію та халіфат збільшувався в розмірах.

## Повелитель правовірних
Амір аль-мумінін (араб. أمير المؤمنين) — повелитель правовірних) — титул халіфів та інших мусульманських правителів. Якщо правитель носить титул амір аль-мумінін, то це означає не тільки його політичну, але й духовну владу.
На думку сунітів першим, кому було надано титул амір аль-мумінін, був Умар ібн аль-Хаттаб. На думку шиїтів цей титул був наданий Алі ібн Абу Таліб ще під час життя пророка Мухаммеда і належить тільки йому. Титул амір аль-мумінін брали халіфи з династії Омеядів та Аббасидів і він досі використовується по відношенню до деяких мусульманських лідерів і сучасних арабських монархів.

## Повелитель мусульман
Амір аль-муслімін (араб. أمير المؤمنين) — повелитель правовірних) — офіційний титул голови держави Альморавідів. У 1061 році Юсуф ібн Ташфін відсторонив свого дядька Абу-Бакр ібн Умара від керівництва та першим прийняв титул амір аль-муслімін. Такий термін давав Альморавідам квазірелігійну владу в очах юристів.

## Факіг
Факіг  (араб. فقيه) — той, що знає) — учений у галузі мусульманського права.

## Хаджі
Хаджі (пушту حاجی, перс. حاجی, босн. Hadžija, курд. Hecî, тур. Hacı, хауса Alhaji — паломник) — почесний титул мусульманина, який здійснив хадж — паломництво до Мекки.

## Хазрат
Хазрат (араб. حضرات) —  ісламський релігійний статус. Також просто шанобливе звертання до людини з високим релігійним статусом в ісламі. Відповідає середньоазійському «таксир», турецькому «ефенді» і перському «ходжа».

## Халіф
Халіф, Халіфа (араб. خليفة) — намісник, заступник) — назва найвищого титулу у мусульман. В різні часи погляди на його вміст були різними. У всіх своїх розпорядженнях, рішеннях і справах в інтересах умми халіф обмежений законами шаріату. Також в системі Халіфату немає спадкування в правлінні, а навпаки байат (присяга) є методом для обрання халіфа. Хариджити називали халіфом вибраного правителя, обмеженого волею мусульманської громади.

## Хафіз
Хафіз (араб. حافظ — вивчає напам'ять, зберігач) — зберігач Корану, що вивчає його зміст напам'ять. Мусульманин, зарахований до духовного стану через знання всього Корану напам'ять.

## Худжат аль-іслам
Худжат аль-іслам (араб. حجة الإسلام) — шиїтський релігійний титул, рангом нижче аятолли, приблизно відповідає єпископу в християнстві.

## Шахід
Шахід  (араб. شَهيد — свідок) — мусульманин, що поліг за віру, мученик.

## Шейх
Шейх, мн. Шуют (араб. شيخ) — почесне звання відомого богослова в ісламі.
Інші значення: 
- Духовний наставник, ішан, голова тариката.
- Вчитель, керівник релігійної групи.
- Керівник групи паломників, які здійснюють зіярет до святого місця, той, що організує ритуал.
- Людина, яка живе при святому місці і допомагає прочанам зробити зіярет.
- Вождь племені арабів на Аравійському півострові.
- Будь-яка людина, що є еміром, називається шейхом.

Середньоазійські кишлаки, що розташовані біля святих місць та займаються обслуговуванням паломників, називаються кишлаками шейхів. Іноді шейхами проголошують лідерів ісламських організацій.

## Шейх уль-іслам
Шейх уль-іслам  (тур. Şeyhülislam) — титул вищої посадової особи з питань ісламу в ряді ісламських держав. У ряді ісламських суспільств титул шейх-уль-ісламу позначав посаду верховного судді (верховного кадія).

## Суфійські титули
У суфізмі існують такі титули:
- Абдал («заміняючий») — ранг суфійській ієрархії (авлія).
- Абрар («виконувач обітниці») — ранг у суфійській ієрархії святих.
- Автад («кілки») — ранг у суфійській ієрархії святих.
- Аріф (араб. عارف) — «пізнав») — володар містичного знання, містик.
- Ахяр («найкращі») — ранг у суфійській ієрархії святих.
- Ашик («закоханий») — той, що полюбив Бога, суфій.
- Баба  — релігійний бродячий проповідник; старець-наставник, голова обителі турецького ордена.
- Валі (араб. ولي) — «друг») (множина авлія) — той, що близько стоїть до Бога, святий, який може володіти надприродними здібностями (караматами); «друг Бога».
- Дервіш (перс. درویش — бідняк, жебрак) — термін, що позначає членство в містичному братстві (тарикат).
- Кутб  (араб. قطب — «вісь», «полюс», «точка опори») — ранг суфійської духовної ієрархії. Голова суфійського братства, «майстер».
- Мавла, молу, мевла (тюрк.) — пане, покровитель; мавлана — «наш пан», титул Джалаладдіна Румі.
- Мурид (араб. مريد) — суфійський учень, послушник.
- Муршид  (араб. مرشد) — керівник) — у суфізмі керівник тариката, наставник, учитель.
- Нуджаба («ті, що перевершують») — ранг у суфійській ієрархії святих.
- Нукаба («ватажки») — ранг суфійській ієрархії (авлія).
- Пір (перс. پیر — старець) — старець, назва керівника суфіїв у Ірані та Індії.
- Устаз (араб. أستاذ) — вчитель) — у суфізмі керівник тариката.
- Факір  (араб. فقیر) — бідняк), мн. ч. фукара — бідний, що потребує божої милості. Синонім дервіша та суфія.
- Халіф  (араб. خليفة) — «наступник», «заступник») — заступник шейха суфійського братства.
- Шахід   (араб. شهيد) — «свідок») — той, що є свідком Бога.
- Шейх  (араб. شيخ: множина — шуюх) — керівник суфійської громади; духовний наставник; той, хто має право посвячувати в орден.